# زبژدوویتسه (استان سیلسیان)
زبژدوویتسه (به لهستانی:  Zebrzydowice) یک روستا در لهستان است که در گمینا زبژدوویتسه واقع شده‌است. زبژدوویتسه ۴٬۷۰۰ نفر جمعیت دارد.